# James D. Ployhar
James D. Ployhar (* 22. Dezember 1926 in Valley City, North Dakota; † 2. Januar 2007) war ein US-amerikanischer Komponist und Dirigent.

## Werdegang
Zunächst studierte Ployhar am Valley City State College, um anschließend sein Musikstudium an der University of Northern Colorado mit dem Master of Arts abzuschließen. Er vervollständigte seine Kompositionsstudien an der California State University in Long Beach bei Morris Hutchins Ruger. Ein Privatstudium bei Knud Hovalt, einem Mitglied des Königlichen Dänischen Philharmonischen Orchesters rundete seine Fortbildung ab. 
Ganze 17 Jahre war er Dirigent der Blasorchester der Mittelschule in Fargo, im Bundesstaat North Dakota. Zwanzig Jahre war er Musiklehrer und schrieb Unterrichtswerke und Handbücher für junge Musiker. Das war das beste Rüstzeug, um Seminare und sogenannte Clinics in den ganzen Vereinigten Staaten von Amerika und Kanada zu leiten, wodurch er als Dirigent und Komponist für junge Musiker und Schul-Blasorchester große Bekanntheit erlangte. 
Kompositorisch widmet er seit vielen Jahren bereits sein Augenmerk auf die Schaffung und Verbreitung von didaktischer Literatur für Blasorchester. Zu einem wahren Verkaufsschlager entwickelte sich seine Schule für alle Instrumente im Blasorchester (Contemporary Band Course). 

## Werke

### Werke für Blasorchester
- 1970 March of the Irish Guards
- 1972 1836, A New Land - A New Nation
- 1973 Hammerfest March
- 1976 Devonshire Overture
- 1976 The Original Thirteen March
- 1978 Variations on a Sioux Melody
- 1981 Sakura
- 1981 Songs of the Fjords
- 1985 Duncannon Overture
- A Hundred Pipers
- A Mighty Fortress is our God
- A New Wrinkle on Tinkle
- An old English Christmas
- Beguine for Shimmerin Flutes
- Bugler Rocks
- Chapel Chimes
- Crazy Clock
- Christmas in distant Lands
- Christmas Round the World
- Concerto for Faculty and Band
- Crusaders Hymn
- D. Kinmount Ouvertüre
- Du-Wah Du-Wah
- El Festivo
- Fanfare, Promenade & March
- Flickertail Concert-March
- Hymn Fantasy
- Impressions on a Welsh Air
- Kid Stuff
- Kingswood Overture
- Korean Folk Song Medley
- Liszt goes Latin
- Little Rock
- Morning has broken
- National Holidays Folio
- Noêl Français
- Norland Overture
- Overture de Argentina
- Panorama USA
- Poor Wayfaring Stranger
- Praise to the Lord
- Pyramid Rock
- Safari
- Salute to the Patriots
- Shenandoah
- Simple Gifts
- Soul Trumpets
- Sounds of Sousa
- Sultan's Saber
- Swing your Partner
- Tailgate Rag
- Testimonials to Liberty
- Trail West
- Ukrainian Bell Carol
- Wintermere Overture
- Wuld Walk

### Bücher und Schriften
- Practical Hints on Playing the Alto (Tenor & Bariton) Saxophone gemeinsame Herausgabe von Eugene Rousseau und James D. Ployhar

| Personendaten    | Personendaten                            |
| ---------------- | ---------------------------------------- |
| NAME             | Ployhar, James D.                        |
| KURZBESCHREIBUNG | US-amerikanischer Komponist und Dirigent |
| GEBURTSDATUM     | 22. Dezember 1926                        |
| GEBURTSORT       | Valley City, North Dakota                |
| STERBEDATUM      | 2. Januar 2007                           |